# Nícocles (pare d'Evàgores I)
Nícocles (en grec antic: Νικοκλῆς, Nikoklēs; segle v aC) fou pare del rei Evàgores I, membre de la família reial de Salamina de Xipre. Probablement, Nícocles no va regnar, atès que durant la joventut d'Evàgores el tron apareix ocupat per un descendent d'un fenici que havia usurpat el tron i regnava sota sobirania persa.